# Arthrostylidium
Arthrostylidium är ett släkte av gräs. Arthrostylidium ingår i familjen gräs.

## Dottertaxa tillArthrostylidium, i alfabetisk ordning[1]
- Arthrostylidium angustifolium
- Arthrostylidium auriculatum
- Arthrostylidium banaoense
- Arthrostylidium berryi
- Arthrostylidium canaliculatum
- Arthrostylidium chiribiquetense
- Arthrostylidium cubense
- Arthrostylidium distichum
- Arthrostylidium ecuadorense
- Arthrostylidium ekmanii
- Arthrostylidium excelsum
- Arthrostylidium farctum
- Arthrostylidium fimbriatum
- Arthrostylidium fimbrinodum
- Arthrostylidium grandifolium
- Arthrostylidium haitiense
- Arthrostylidium judziewiczii
- Arthrostylidium longiflorum
- Arthrostylidium merostachyoides
- Arthrostylidium multispicatum
- Arthrostylidium obtusatum
- Arthrostylidium pubescens
- Arthrostylidium punctulatum
- Arthrostylidium reflexum
- Arthrostylidium sarmentosum
- Arthrostylidium scandens
- Arthrostylidium schomburgkii
- Arthrostylidium simpliciusculum
- Arthrostylidium urbanii
- Arthrostylidium venezuelae
- Arthrostylidium virolinense
- Arthrostylidium youngianum